# Skalnatý hřbet
Skalnatý hřbet (německy Farbenberg, 1079 m n. m.) je hora na Šumavě tyčící se 3 km západně od městečka Strážný. Vrcholová část je zakončena kamennou kupou a celou horu pokrývají četné skalky, ale také kamenice a meze.

## Slunovratové kameny
Na západním hřbetu stojí sestava dvou menhirů na přírodní skále, zvaná Pohanské nebo též Slunovratové kameny, které zřejmě sloužily ke sledování data letního slunovratu podle východu Slunce.

## Přístup
Značené cesty Skalnatý hřbet obcházejí, přesto je dobře přístupný, především ze Strážného. Buď po zeleně značené cestě podél potoka Častá, ze které u rozcestí U mlýnku odbočuje doleva neznačená cesta, která pozvolně stoupá na západní svah. Tady odbočuje prudce doleva cesta na vrcholový hřbet, která vede kolem Slunovratových kamenů a dál až pod vrchol, který míjí o necelých 100 metrů.
Druhou možností je začít po žlutě značené Vimperské Zlaté stezce a u nouzového nocoviště nad Strážným z ní odbočit doprava a pokračovat po červeně značené cestě nad údolím Řasnice až do bývalé osady Horní Světlé Hory, kde odbočuje doprava cesta na západní svah a dále na vrcholový hřbet. Obě cesty ze Strážného měří 6-7 km s převýšením 270 metrů.

## Vedlejší vrchol
Asi 650 m východně od vrcholu se nachází vedlejší vrchol s malou skalkou, pojmenovaný autory projektu Tisícovky Čech, Moravy a Slezska jako Skalnatý hřbet – V vrchol (1051 m, souřadnice 48°54′25″ s. š., 13°41′25″ v. d.).